# Wiener Sport-Club
Der Wiener Sport-Club (kurz WSC, umgangssprachlich häufig nur Sport-Club) ist einer der ältesten Sportvereine Österreichs. Der Verein ging aus dem am 24. Februar 1883 gegründeten Wiener Cyclistenclub hervor. Die bekannteste Sparte, die Fußballsektion, besteht seit der Fusion mit der Wiener Sportvereinigung im Jahr 1907 und gehört damit auch zu den ältesten Fußballvereinen Österreichs.

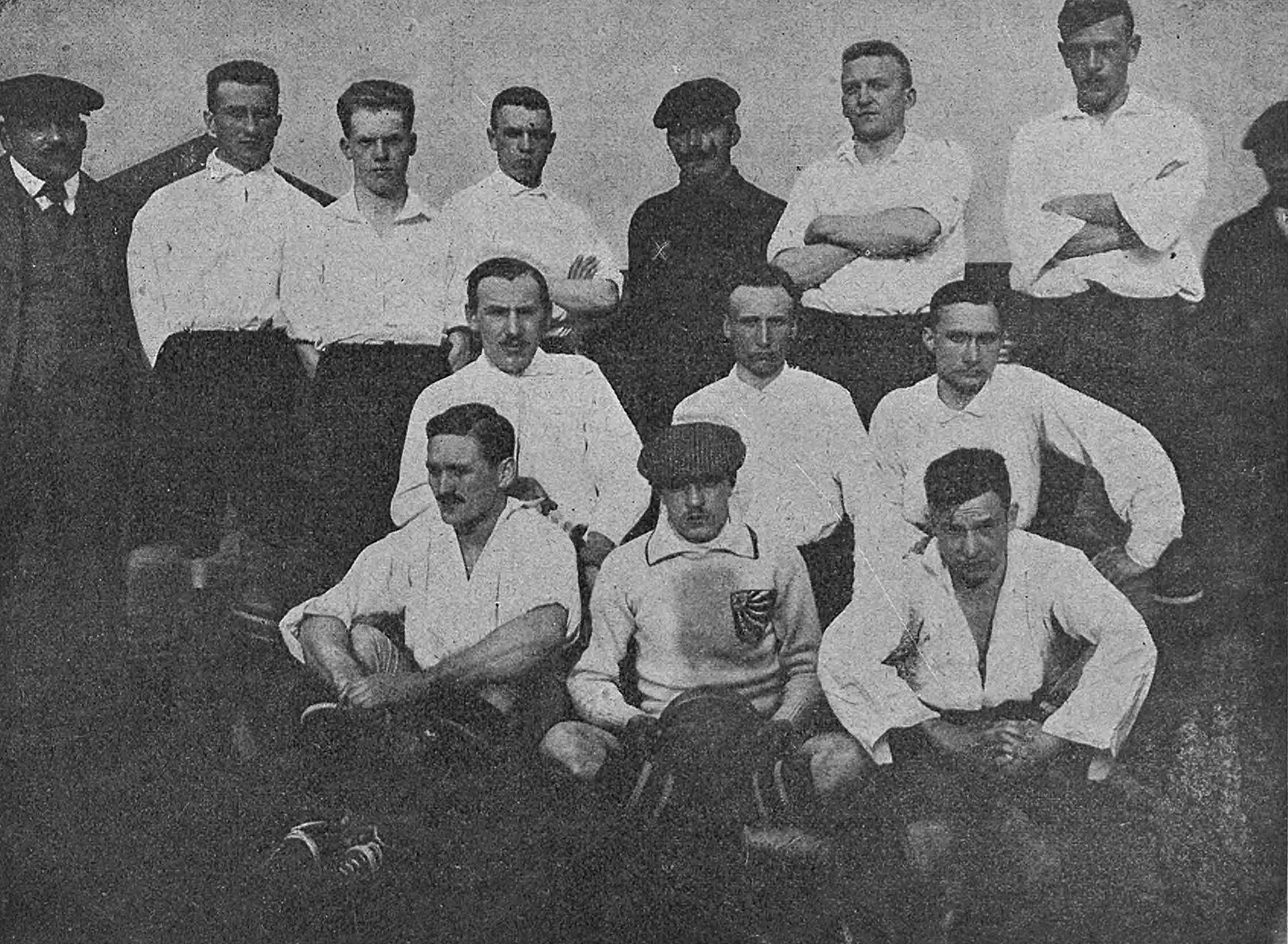
Wiener Sport-Club (1911)

## Gründungsgeschichte
Der Wiener Sport-Club ging aus dem Wiener Cyclisten Club hervor, der am 24. Februar 1883 gegründet wurde und vorerst nur aus den Radrennfahrern bestand. Das Klubhaus in der Rötzergasse 6 in Hernals, wurde aus eigenen Mitteln errichtet und am 1. Dezember 1895 eröffnet. Im Laufe der folgenden Jahre weitete der Verein seine Aktivitäten auf zahlreiche andere Sportarten aus. So entstand im Mai 1886 im Club eine Fechterriege, die 1890 zu einer eigenen Sektion wurde. Die im gleichen Jahr gegründete Turnsektion machte den Club endgültig zu einem Allround-Sportverein. Über eine Fußballabteilung verfügte der Club jedoch zu dieser Zeit immer noch nicht.
Die Fußballsektion fand durch die Vereinigung mit der Wiener Sportvereinigung am 25. Februar 1907 in den Verein Eingang. Seitdem führt der Verein auch den bis heute bekannten Namen Wiener Sport-Club. Der Fußballverein selbst ging aus den Fußballklubs F.u.A.C. Vorwärts und deutsche Jungmannschaft Währing hervor, die sich 1902 zusammenschlossen und aus finanziellen Gründen 1904 der Wiener Sportvereinigung beitraten, die bis dahin nur die Saalsportarten Ringen und Stemmen betrieb, aber im Gegensatz zur Fußballabteilung vermögend war.

## Allround-Sportverein
Der Wiener Sport-Club war seit je ein Allround-Sportverein. Dies zeigt sich vor allem an den vielen Sektionen, die der Sport-Club besonders vor dem Zweiten Weltkrieg hatte. So gab es neben Fußball, Radsport und Fechten unter anderem Sektionen für Handball, Eishockey, Tennis, Boxen, Leichtathletik und Wintersport. Nach dem Zweiten Weltkrieg wurden jedoch einige Sektionen nicht wieder aufgenommen. Bemerkenswert war, dass die Sportler oft in mehreren Sportarten gleichzeitig für den Verein antraten. So bestand die vor dem Ersten Weltkrieg in Wien dominierende Eishockey-Mannschaft beispielsweise hauptsächlich aus Fußballern des Wiener Sport-Clubs. Diese aus Allroundsportlern bestehende Mannschaft gewann 1912 die erste österreichische Eishockey-Meisterschaft, stellte jedoch 1921 ihren Betrieb ein.
Die Radsektion ist die älteste Sektion des Sport-Clubs. Zwischen 1926 und dem Zweiten Weltkrieg hatte die Radsportsektion ihre Glanzzeit. Fahrer wie August Schaffer, Pelz, Fabianek und der unvergessene Franz „Ferry“ Dusika fuhren auf nationaler und auch internationaler Ebene, auf der Straße wie auf der Bahn, Sieg um Sieg ein. Allein im Jahre 1932 holten die Mitglieder des Wiener Sport-Clubs nicht weniger als 170 Preise, davon 72 als Sieger. Nach dem Krieg 1945 konnte die Radsektion jedoch nicht mehr fortgeführt werden. Erst im Sommer 2001 wurde die Sektion wieder reaktiviert.
Die bis heute bestehende Fechtsektion des Wiener Sport-Clubs wurde 1886 gegründet und ist die erfolgreichste Sektion des Sport-Clubs. Die Fechter des Wiener Sport-Clubs sind österreichische Säbel-Rekordmeister und brachten unter anderem den Fecht-Weltmeister Roland Losert hervor. Der bisher letzte Staatsmeistertitel wurde 2021 durch Iasmina Mizrak gewonnen.
Die Basketballsektion des Vereins gewann 1951 zum einzigen Mal in der Klubgeschichte den österreichischen Basketball-Meistertitel.
Heute verfügt der Wiener Sport-Club im Gegensatz zu früheren Zeiten über wenige Sektionen. Es besteht neben der Fecht- und Radsektion auch eine Sektion Squash, eine Sektion Wasserball, eine Sektion Schwimmen und eine Sektion Eishockey. Die 2001 ruhend gestellte Fußballsektion konnte 2016 wiederbelebt werden. Die 1946 gegründete Tischtennissektion tritt zwar unter dem Vereinsnamen (TTC WSC) an, ist aber mittlerweile ein eigenständiger Verein. Radfahren wurde 2004 wiedergegründet, eine Laufabteilung wurde 2016 ins Leben gerufen, Pétanque wird seit 2020 angeboten, seit 2021 gehört auch Tischfußball dazu.

## Sektion Fechten
Gegründet 1886.

### Titel und Erfolge

#### Weltmeister
- Roland Losert (1963)

#### Staatsmeister und -meisterinnen
- Roland Losert
- Hugo Weczerek
- Karl Hanisch
- Johannes Hradez
- Waltraud Peck
- Ivo Volf
- Hannelore Hradez-Huber
- Stefan Rathausky
- Lukas Galli
- Herman Resch
- Walter Peck
- Karl Bilinski
- Iasmina Mizrak

## Sektion Wasserball
Die Sektion Wasserball wurde am 24. Februar 2005 auf dem Wiener Sport-Club Platz gegründet. Als Hobbymannschaft ins Leben gerufen, bestritt die Sektion von 2006/2007 bis 2010/2011 insgesamt 5 Saisonen in der, vom Landesschwimmverband Wien organisierten, Regionalliga Ost. Als beste Platzierung konnte dabei ein vierter Platz in der Saison 2007/2008 errungen werden.
Im Winter/Frühjahr 2008/2009 wurde erstmals der Aufbau einer eigenen Nachwuchsabteilung ins Auge gefasst, die Umsetzung begann mit Sommer 2009. Bereits im Winter desselben Jahres konnte als erster Hoffnungsschimmer überraschend der österreichische Meistertitel im U10-Bewerb errungen werden.
Schon im Jahr 2010 konnten sowohl die österreichische U10- als auch U12-Meisterschaft in Angriff genommen werden, wieder beendete man den U10-Bewerb auf dem ersten Rang, dazu holte die U12 Bronze. In weiterer Folge holte der Wiener Sport-Club bis heute 22 Meistertitel in Nachwuchsbewerben (U10-U19; Stand August 2017). Dazu stellt man mehrere Spieler im Herren- und Junioren-Nationalteam des Österreichischen Schwimmverbands.
Mit überwiegend Eigenbauspielern bestritt man in der Saison 2015/2016 mit Unterstützung einiger Gastspieler die erste Spielzeit der Wasserball-Bundesliga und beendete diese auf dem letzten Platz. Ein Jahr später konnte man sich ohne Gastspieler schon um einen Rang verbessern.

### King of the Kongi
Seit 2010 veranstaltet die Sektion Ende September ein jährlich stattfindendes internationales Wasserballturnier im Wiener Kongressbad. Zu Gast waren dabei schon Mannschaften aus Deutschland, Italien, der Niederlande, Polen, Russland, der Schweiz, Serbien, der Slowakei, Slowenien, Tschechien, Ungarn und natürlich Österreich.

### Aktuelle und ehemalige Nationalteamspieler (Herren-NT)
Tom Donkovic, Raphael Gartner, Fabian Gruber, Harald Hänslin, Ian Sommer, Dario Sommer

## Sektion Schwimmen
Gegründet im Jahr 2007, wurde die Schwimmsektion bei der Mitgliederversammlung am 24. Februar 2008 zur 125-jährigen Gründungsfeier in den Verein aufgenommen.
Mehrere Österreichische Meistertitel (OSV) im Mastersbereich (Altersklassen) sowie Teilnahmen bei FINA Masters Welt- & Europameisterschaften und World & European Masters Games.
2017 wurde der Nachwuchsbetrieb aufgenommen.

## Sektion Squash
Gegründet 2011. Eigentlich als Hobbysektion gegründet, sind mittlerweile Bundesligaspieler Clemens Wallishauser und Michael Scharrer Mitglied und 2018 stieg eine Mannschaft in die 3. Division der Landesliga in den Ligabetrieb ein.

## Sektion Eishockey
Der Wiener Sport-Club hatte von 1908 bis 1921 eine erfolgreiche Eishockeysektion. Mit der Einführung des Pucks in der Saison 1921/22 gab der Verein den Eishockeybetrieb auf. Nach 97 Jahren wurde die Sektion 2018 wiedergegründet und nahm in der Saison 2018/2019 in der Eisner Auto Third League am Ligabetrieb teil.

## Sektion Fußball
Die Fußballsektion ist die bekannteste und populärste, wenn auch nur die zweiterfolgreichste Sektion des Wiener Sport-Clubs. Sie besteht seit 1904 in Form der Wiener Sportvereinigung und seit 1907 durch die Fusion mit dem Wiener Cyclistenclub in Form des Wiener Sport-Clubs. Mit dem Einzug der Fußballsektion in den Wiener Sport-Club veränderte sich der Verein nach und nach, da die Fußballabteilung den Verein immer mehr dominierte und zum Teil andere weniger erfolgreiche Sektionen zurück- oder gar verdrängte.

### Wiener Sportvereinigung
Die Entstehungswurzeln der Fußballabteilung des Sport-Clubs gehen auf den 1898 gegründeten Hernalser Fußball- und Athletik-Club Vorwärts zurück, der 1902 mit der Deutschen Jungmannschaft Währing zum Deutschen Sportverein fusionierte. Die ersten größeren Spiele waren die Teilnahme am Tagblatt-Pokal in den Jahren 1901/02 und 1902/03, den man jedoch jeweils als Tabellenletzter abschloss. Da die Mannschaft zwar tüchtig war, aber kaum Geld hatte, schlossen sich die Fußballspieler 1904 der Wiener Sportvereinigung, die zwar nur Hallensportarten ausübte, aber vermögend war, an. Ein halbes Jahr später gelang es dem Klub, den heutigen Dornbacher Sportplatz vom Salzburger Stift St. Peter zu mieten. Das erste Spiel fand am 16. Oktober 1904 statt und endete mit einem 7:3 der Wiener Sportvereinigung gegen Ödenburg. Schon im darauffolgenden Jahr feierte die Mannschaft ihren größten Triumph, den Gewinn des Challenge-Cups mit einem 2:1-Sieg gegen Magyar AC Budapest am 9. April 1905. Im Jahr 1906 gewann die Wiener Sportvereinigung das große Rapid-Turnier auf dem Rudolfsheimer Sportplatz im Finale gegen die Vienna mit 2:1. Der siegreiche Verein erhielt einen silbernen Pokal und jeder Spieler eine goldene Uhrkette. Die Wiener Sportvereinigung spielte mit: Donhardt, Krojer, Fekete, Beran, Wilczek, Mastalka, Schmieger, Merz, Gindl, Aspek, Ebrock.
Im selben Jahr bahnte sich auch zwischen dem Wiener Cyclistenclub und der Wiener Sportvereinigung eine engere sportliche Zusammenarbeit an, die schlussendlich am 25. Februar 1907 in einen Zusammenschluss mündete. Seither spielte die Fußballmannschaft unter dem heute bekannten Namen Wiener Sport-Club.

### Die ersten Jahre des Wiener Sport-Club
1909 schaffte der Wiener Sport-Club den Finaleinzug im Challenge-Cup, unterlag jedoch auf der Hohen Warte Ferencvárosi TC aus Budapest 1:2. Im folgenden Jahr schaffte man abermals den Finaleinzug, unterlag jedoch dem Budapesti Torna Club 1:2. Die Austragung des Challenge-Cups im Jahre 1910 ist jedoch umstritten. Am 24. September 1911 konnte der Wiener Sport-Club endlich mit dem 3:0-Finalsieg über Ferencvárosi Budapest zum zweiten Mal den Challenge-Cup für sich entscheiden. Auf dem Weg ins Endspiel hatte der Sport-Club den FAC mit 7:3, Rapid mit 3:1 und den DFV Troppau gar mit 14:0 ausgeschaltet. Der Challenge-Cup wurde in der Folge nicht wieder ausgetragen, der Sport-Club ist sein letzter Gewinner und blieb infolgedessen in Besitz dieses besonderen Pokals.
Die erste Meisterschaft 1911/1912 beendete der Wiener Sport-Club mit einem Punkt Rückstand auf den überraschenden Sieger Rapid auf dem zweiten Platz, als Vizemeister. In den darauffolgenden Jahren behaupteten sich die Dornbacher mit den Rängen drei und vier im Spitzenfeld.
Der Beginn des Ersten Weltkrieges riss tiefe Wunden in die Mannschaft des Wiener Sport-Clubs. Bereits in den ersten Kriegstagen musste praktisch die gesamte Erste Mannschaft zum Militär einrücken. 1915 hatten bei der Musterung der 18-Jährigen wieder sechs Spieler der neuformierten Elf zu erscheinen, sodass halbwüchsige Buben in die Kampfmannschaft aufrücken mussten. Sie bildeten den Kern der späteren Meistermannschaft 1922. Besonders tragisch war der Verlust Karl Braunsteiners, der 1916 in russischer Kriegsgefangenschaft starb. Er war ein Jahrhunderttalent und spielte auf allen Positionen gleich hervorragend. Gleich nach dem Krieg 1919 gelang dem Wiener Sport-Club der Finaleinzug im ersten österreichischem Cup, wo man jedoch Rapid mit 0:3 unterlag. 1921 unterlag der Wiener Sport-Club abermals im Finale, diesmal mit 1:2 dem Wiener Amateur SV.
Bis zur Vizemeisterschaft 1937/38 belegte der Sport-Club bestenfalls Plätze im Mittelfeld. 1937 und 1938 gelang zudem wieder einmal der Einzug ins Cup-Finale, die aber mit 0:2, beziehungsweise 0:1 gegen die Vienna und Schwarz-Rot Wien, einer kurzfristigen Abspaltung vom Wiener AC, verloren gingen.

### Die goldenen 1950er Jahre und erfolgreiche Auftritte im Europacup
Nach der Saison 1951/52 war der Sport-Club nur Zwölfter im Feld von 14 Mannschaften und wurde damit erstmals zweitklassig, konnte sich aber mit einem ersten Platz in der Staatsliga B den umgehenden Wiederaufstieg sichern. Bereits 1955 machte der Verein durch die Vizemeisterschaft wieder auf sich aufmerksam.
Damit begann die erfolgreichste Ära nach dem Zweiten Weltkrieg. Zwischen dem 17. Juni 1957 und dem 12. September 1959 erreichten die Dornbacher unter Trainer Hans Pesser in 55 Meisterschaftsspielen 43 Siege und elf Remis und krönten sich mit lediglich einer einzigen Niederlage zum österreichischen Fußballmeister der Saisonen 1957/58 und 1958/59. Stützen dieser erfolgreichen Mannschaft waren damals Tormann Rudolf Szanwald, Leopold Barschandt, Josef „Pepi“ Hamerl und Erich Hof.
Am 1. Oktober 1958 schrieb der Wiener Sport-Club dann österreichische Fußballgeschichte. In der ersten Runde des Europacups der Landesmeister deklassierten die Wiener die hoch favorisierte Mannschaft von Juventus Turin nach einer 1:3-Niederlage in Turin im Rückspiel im Wiener Praterstadion mit 7:0 und warfen die italienischen Stars damit überraschend aus dem Bewerb. Josef Hamerl erzielte in diesem Spiel vier Tore und erlangte dadurch kurzzeitig fußballerischen Weltruhm. Dieses Ergebnis stellt bis heute den höchsten Sieg einer österreichischen Mannschaft gegen einen europäischen Spitzenverein sowie die höchste Niederlage eines italienischen Klubs im Rahmen des Europacups dar. Im Viertelfinale schied der Sport-Club nach einem 0:0-Achtungserfolg im Heimspiel und einer 1:7-Niederlage im Rückspiel gegen Real Madrid aus. Im Jahr darauf erreichte der Verein erneut das Viertelfinale, schied dort aber knapp nach 1:2 auswärts und einem 1:1 in Wien gegen den späteren Finalisten Eintracht Frankfurt aus.
1960 wurde der Verein österreichischer Vizemeister hinter Rekordmeister Rapid Wien. Durch den Abgang zahlreicher wichtiger Spieler wurde die Mannschaft in den folgenden Jahren komplett umgebaut, wodurch die Schwarz-Weißen nicht mehr mit der österreichischen Spitze mithalten konnten. Erst Ende der 1960er Jahre spielten sie wieder um den Meistertitel mit, mussten sich aber 1969 und 1970 zweimal mit dem Vizemeistertitel hinter Austria Wien begnügen. 1969 erreichte der Verein erstmals seit 1938 wieder das Finale im ÖFB-Cup, unterlag aber in einem spannenden Endspiel knapp mit 1:2 gegen Rapid.

### Niedergang ab den 1970er Jahren
1972 gelang noch einmal das Vordringen ins Cup-Finale, wo aber nach einem 2:1-Erfolg im Hinspiel das Rückspiel gegen Rapid nach Verlängerung mit 1:3 verloren ging.
Nach der Saison 1973/74 wurde die Nationalliga mit ihren 17 Vereinen von der nur noch aus zehn Vereinen bestehenden Bundesliga abgelöst. Wien wurden dabei zwei Plätze zugestanden, womit der Sport-Club zum zweiten Mal zweitklassig wurde. Der zweite Platz 1975 hinter dem Grazer AK reichte nicht zum Wiederaufstieg. In die Saison 1975/76 fiel jedoch die Eröffnung der Flutlichtanlage auf dem Sportplatz in Dornbach am 10. Oktober, wobei Eintracht Braunschweig der Gegner war und 1:0 siegte. Erst 1977 gelang die Rückkehr in die Erstklassigkeit und zudem die letzte Teilnahme an einem Cup-Finale, wo aber die seinerzeitige Spielgemeinschaft von Austria und Wiener AC eine zu große Hürde darstellte.
1977/78 konnte die Klasse knapp gehalten werden, und 1979 wurde der Sport-Club noch einmal Vizemeister hinter Austria Wien, der vorerst letzte Achtungserfolg der Vereinsgeschichte. August „Gustl“ Starek war ein bekannter Spieler jener Mannschaft. Nach der Saison 1984/85 wurde die mittlerweile auf 16 Vereine angewachsene Bundesliga auf 12 Vereine reduziert, und als Zwölfter wurde der Sport-Club durch einen Aufsteiger ersetzt. Durch den ersten Platz in der zweiten Liga gelang aber die umgehende Rückkehr in die Bundesliga. In den Folgejahren konnte die Klasse meist nur knapp gehalten werden. Wegen ihrer prominenten Bestückung verdient dabei die Mannschaft zwischen 1986 und 1988 besondere Aufmerksamkeit. Neben dem bereits 1984 von Rapid gekommenen Nationalspieler Christian Keglevits spielten auch die Altnationalspieler Felix Gasselich und „Goleador“ Hans Krankl beim Sport-Club. Krankl erzielte in seinen beiden Saisonen in Dornbach noch einmal beachtliche 40 Tore. Mit dem einstweiligen Abgang Gasselichs 1989 endete diese ambitionierte und entsprechend kostspielige Ära.
Durch zwei Konkurse stürzte der Wiener Sport-Club in den 1990er Jahren tief ab. In der Saison 1990/91 wurde der Verein in den für den Abstieg entscheidenden mittleren Playoffs nur Letzter, stieg aber 1992 noch einmal auf und wurde Vierter in der Bundesliga. Nach 1993/94 war der Verein nur Zehnter und Letzter, womit der endgültige Abschied vom österreichischen Spitzenfußball erfolgte.
In der Saison 1994/95 bildete der Wiener SC eine Spielgemeinschaft mit dem SV Gerasdorf, die einen Mittelfeldplatz in der zweiten Liga erreichte. Nach der Auflösung der Spielgemeinschaft behielt Gerasdorf den Platz in der Liga und der Sport-Club wurde in der drittklassigen Regionalliga Ost platziert.
1999 erreichte der Wiener Sport-Club in der viertklassigen Wiener Stadtliga einen Mittelfeldplatz, stieg aber in der Saison darauf wieder in die dritte Liga auf. Im Jahr darauf gelang sogar, trotz einer 0:4-Niederlage in der Qualifikation gegen den FC Lustenau, der Aufstieg in die zweite Liga, da dem Innsbrucker FC Tirol aus wirtschaftlichen Gründen die Lizenz entzogen wurde. Als Letzter erfolgte aber sogleich der Wiederabstieg.
Die finanziellen Probleme des Vereins führten zur Abspaltung der Fußballsektion zum am 1. Juli 2001 gegründeten Wiener Sportklub (WSK). Der Sport-Club konnte aber als Allround-Verein gerettet werden. Der neue Sportklub spielte bis 2017 als eigenständiger Fußballverein in der drittklassigen Regionalliga Ost.

### Wiedereinstieg in den Fußball und Fusion mit dem Wiener Sportklub
Am 25. April 2016 entschied die Mitgliederversammlung, in der Saison 2016/17 wieder eine Fußballsektion zu betreiben. Diese trat in jener Saison in der 2. Klasse B an, die man als Fünfter von 13 Vertretern beendete. In der darauffolgenden Spielzeit fusionierte der Wiener Sport-Club mit dem Wiener Sportklub. Der Wiener Sport-Club übernahm den Startplatz des Wiener Sportklubs in der Regionalliga Ost sowie im ÖFB-Cup.

### Kampfmannschaft

#### Trainerteam
Stand: 20. August 2025
| Funktion   | Name             | Geburtsdatum | Nationalität | beim Verein seit | letzter Verein          |
| ---------- | ---------------- | ------------ | ------------ | ---------------- | ----------------------- |
| Trainer    | Robert Weinstabl | 30.08.1983   | Osterreich   | 01/2025          | SV Lafnitz              |
| Co-Trainer | Jürgen Csandl    | 30.07.1993   | Osterreich   | 07/2022          | FK Austria Wien U-16    |
| Co-Trainer | Markus Rühmkorf  | 09.08.1987   | Osterreich   | 07/2021          | Trainer 1. SC Felixdorf |
| TW-Trainer | Peter Kojic      |              | Osterreich   | 01/2018          | 1. FC Bisamberg         |

#### Aktueller Kader
Stand: 20. August 2025

### Fans des Wiener Sport-Clubs
Der Wiener Sport-Club zählt zu den Zuschauermagneten in der Regionalliga Ost. Durchschnittlich wird der Wiener Sport-Club Platz von 1.700 Zuschauern besucht. Die Fans gelten als „tolerant“ und „gewaltfrei“, weshalb es bisher auch nie Fan-Ausschreitungen gab. Darüber hinaus sind die Fans stark mit ihrem Verein verbunden und schätzen besonders die Traditionstreue des Clubs. 1952 gründete sich die heute (Stand: 2023) noch immer bestehende Anhängervereinigung des WSC.
Der größte Fanklub des Wiener Sport-Clubs wurde 1990 gegründet und nennt sich FreundInnen der Friedhofstribüne. Der Name des Fanklubs leitet sich von der sogenannten Friedhofstribüne ab, die ihren Namen wiederum auf Grund des gegenüberliegenden Dornbacher Friedhofs bekam. Der Fanklub beeindruckt vor allem durch seine kreativen Fangesänge. Besonders bei Auswärtsspielen motivieren die Anhänger ihre Mannschaft, indem sie einen ganzen Tribünensektor ausfüllen. Gewalt und Fremdenhass wird von den Mitgliedern des Fanklubs strikt abgelehnt.
In den Fansektoren des WSC ist eine britische Fußball-Atmosphäre bemerkbar. Anders als bei üblichen Fanklubs wird auf den Einsatz von Fahnen, optischen Unterstützungen und Capos eher verzichtet und mehr auf Fangesänge und akustische Elemente gesetzt. Ein großer Teil ihrer Fangesänge wird auf Englisch gesungen, so wird auch der traditionell-britische Anfeuerungsruf „Score in a minute“ bei einer Standardsituation gesungen. Zu ihrer Fankultur zählt außerdem das ungewöhnliche Klirren mit dem Schlüsselbund durch die Zuschauer, das vor einem unmittelbar bevorstehenden Eckball und bei Freistößen aus aussichtsreicher Position eingesetzt wird.
2021 gab es wieder das „kleine Wiener Derby“ mit der Vienna, welche die Rückkehr in der Regionalliga Ost schaffte.

### Stadion
Die Spielstätte des Wiener Sport-Clubs ist der Wiener Sport-Club Platz, der älteste noch bespielbare Fußballplatz in Österreich.

### Titel und Erfolge

#### International
- 2 × Challenge-Cup-Sieger: 1905 (als Wiener Sportvereinigung), 1911
- 1 × Challenge-Cup-Finalist: 1909
- 2 × Viertelfinale Europapokal der Landesmeister: 1959, 1960
- 1 × Intertoto-Cup-Sieger: 1981
- 1 × Dritter Platz Trofeo Ramón de Carranza: 1958

#### National
- 3 × Österreichischer Meister: 1922, 1958, 1959
- 7 × Österreichischer Vizemeister: 1912, 1938, 1955, 1960, 1969, 1970, 1979
- 1 × Österreichischer Cupsieger: 1923
- 7 × Österreichischer Cupfinalist: 1919, 1921, 1937, 1938, 1969, 1972, 1977
- 8 × Sieger des Wiener Stadthallenturniers: 1962, 1964, 1965, 1966, 1967, 1969, 1973, 1976

### Europapokalbilanz
| Saison  | Wettbewerb                    | Runde            | Gegner                       | Gesamt    | Hin       | Rück    |
| ------- | ----------------------------- | ---------------- | ---------------------------- | --------- | --------- | ------- |
| 1955    | Mitropapokal                  | Viertelfinale    | Budapest Honvéd              | 6:10      | 2:5 (A)   | 4:5 (H) |
| 1958/59 | Europapokal der Landesmeister | Vorrunde         | Juventus Turin               | 8:3       | 1:3 (A)   | 7:0 (H) |
| 1958/59 | Europapokal der Landesmeister | 1. Runde         | Dukla Prag                   | 3:2       | 3:1 (H)   | 0:1 (A) |
| 1958/59 | Europapokal der Landesmeister | Viertelfinale    | Real Madrid                  | 1:7       | 0:0 (H)   | 1:7 (A) |
| 1959    | Mitropapokal                  | Viertelfinale    | Budapest Honvéd              | 2:8       | 2:1 (H)   | 0:7 (A) |
| 1959/60 | Europapokal der Landesmeister | Vorrunde         | Petrolul Ploiești            | 2:1       | 0:0 (H)   | 2:1 (A) |
| 1959/60 | Europapokal der Landesmeister | 1. Runde         | Boldklubben 1909             | 5:2       | 3:0 (A)   | 2:2 (H) |
| 1959/60 | Europapokal der Landesmeister | Viertelfinale    | Eintracht Frankfurt          | 2:3       | 1:2 (A)   | 1:1 (H) |
| 1960    | Mitropapokal                  | Gruppenphase     | Dukla Prag                   | 3:3       | 2:1 (H)   | 1:2 (A) |
| 1961/62 | International Football Cup    | Gruppenphase     | Spartak Hradec Králové       | 6:9       | 2:4 (A)   | 4:5 (H) |
| 1961/62 | International Football Cup    | Gruppenphase     | Górnik Zabrze                | 5:4       | 5:2 (A)   | 0:2 (H) |
| 1961/62 | International Football Cup    | Gruppenphase     | SC Dynamo Berlin             | 4:7       | 1:2 (A)   | 3:5 (H) |
| 1964/65 | Messestädte-Pokal             | 1. Runde         | SC Leipzig                   | 3:1       | 2:1 (H)   | 1:0 (A) |
| 1964/65 | Messestädte-Pokal             | 2. Runde         | Ferencváros Budapest         | 2:4       | 1:0 (H)   | 1:2 (A) |
| 1964/65 | Messestädte-Pokal             | 2. Runde         | Ferencváros Budapest         | 2:4       | 0:2 1     |         |
| 1964/65 | International Football Cup    | Gruppenphase     | Górniczy KS Szombierki Bytom | 3:6       | 1:3 (A)   | 2:3 (H) |
| 1964/65 | International Football Cup    | Gruppenphase     | VSS Košice                   | 3:4       | 2:3 (A)   | 1:1 (H) |
| 1964/65 | International Football Cup    | Gruppenphase     | ASK Vorwärts Berlin          | 4:3       | 3:1 (A)   | 1:2 (H) |
| 1965/66 | Messestädte-Pokal             | 1. Runde         | PAOK Saloniki                | 7:2       | 1:2 (A)   | 6:0 (H) |
| 1965/66 | Messestädte-Pokal             | 2. Runde         | FC Chelsea                   | 1:2       | 1:0 (H)   | 0:2 (A) |
| 1966    | Mitropapokal                  | 1. Runde         | FK Sarajevo                  | 4:2       | 1:2 (A)   | 3:0 (H) |
| 1966    | Mitropapokal                  | 2. Runde         | Slavia Prag                  | 6:5       | 1:4 (A)   | 5:1 (H) |
| 1966    | Mitropapokal                  | Halbfinale       | AC Florenz                   | 2:4       | 2:4 (A)   |         |
| 1966    | Mitropapokal                  | Spiel um Platz 3 | Vasas SC                     | 3:4       | 3:4 (N) 2 |         |
| 1966/67 | Messestädte-Pokal             | 1. Runde         | SSC Neapel                   | 2:5       | 1:2 (H)   | 1:3 (A) |
| 1967/68 | Messestädte-Pokal             | 1. Runde         | Atlético Madrid              | 3:7       | 2:5 (H)   | 1:2 (A) |
| 1967/68 | Mitropapokal                  | Achtelfinale     | Újpesti Dózsa                | 2:7       | 1:6 (A)   | 1:1 (H) |
| 1968    | Intertoto-Cup                 | Gruppenphase     | Slovan Bratislava            | 1:7       | 1:3 (A)   | 0:4 (H) |
| 1968    | Intertoto-Cup                 | Gruppenphase     | Malmö FF                     | 5:3       | 1:1 (A)   | 4:2 (H) |
| 1968    | Intertoto-Cup                 | Gruppenphase     | Hamburger SV                 | 6:4       | 2:2 (A)   | 4:2 (H) |
| 1968/69 | Messestädte-Pokal             | 1. Runde         | Slavia Prag                  | 1:5       | 1:0 (H)   | 0:5 (A) |
| 1968/69 | Mitropapokal                  | Achtelfinale     | US Cagliari                  | (a)2:2(a) | 1:0 (H)   | 1:2 (A) |
| 1968/69 | Mitropapokal                  | Viertelfinale    | Sklo Union Teplice           | 1:3       | 1:1 (H)   | 0:2 (A) |
| 1969    | Intertoto-Cup                 | Gruppenphase     | SpVgg Fürth                  | 2:3       | 0:1 (A)   | 2:2 (H) |
| 1969    | Intertoto-Cup                 | Gruppenphase     | Zagłębie Sosnowiec           | 4:3       | 1:3 (A)   | 3:0 (H) |
| 1969    | Intertoto-Cup                 | Gruppenphase     | Djurgårdens IF               | 8:5       | 2:5 (A)   | 6:0 (H) |
| 1969/70 | Messestädte-Pokal             | 1. Runde         | Ruch Chorzów                 | 5:6       | 4:2 (H)   | 1:4 (A) |
| 1970    | Intertoto-Cup                 | Gruppenphase     | Eintracht Braunschweig       | 1:4       | 0:3 (A)   | 1:1 (H) |
| 1970    | Intertoto-Cup                 | Gruppenphase     | Grasshopper Club Zürich      | 1:4       | 0:1 (A)   | 1:3 (H) |
| 1970    | Intertoto-Cup                 | Gruppenphase     | IFK Norrköping               | 3:5       | 0:3 (A)   | 3:2 (H) |
| 1970/71 | Messestädte-Pokal             | 1. Runde         | KSK Beveren                  | 0:5       | 0:2 (H)   | 0:3 (A) |
| 1978    | Intertoto-Cup                 | Gruppenphase     | 1. FC Tatran Prešov          | 0:10      | 0:6 (A)   | 0:4 (H) |
| 1978    | Intertoto-Cup                 | Gruppenphase     | Esbjerg fB                   | 1:4       | 1:3 (A)   | 0:1 (H) |
| 1978    | Intertoto-Cup                 | Gruppenphase     | Young Boys Bern              | 2:1       | 0:0 (A)   | 2:1 (H) |
| 1979/80 | UEFA-Pokal                    | 1. Runde         | Universitatea Craiova        | 1:3       | 0:0 (H)   | 1:3 (H) |
| 1981    | Intertoto-Cup                 | Gruppenphase     | RFC Lüttich                  | 3:4       | 0:3 (A)   | 3:1 (H) |
| 1981    | Intertoto-Cup                 | Gruppenphase     | Maccabi Netanja              | 3:1       | 1:1 (A)   | 2:0 (H) |
| 1981    | Intertoto-Cup                 | Gruppenphase     | Hapoel Tel Aviv              | 6:2       | 3:1 (A)   | 3:1 (H) |
| 1982    | Intertoto-Cup                 | Gruppenphase     | IK Brage                     | 1:5       | 0:3 (A)   | 1:2 (H) |
| 1982    | Intertoto-Cup                 | Gruppenphase     | Pogoń Stettin                | 6:7       | 3:3 (A)   | 3:4 (H) |
| 1982    | Intertoto-Cup                 | Gruppenphase     | Sparta Prag                  | 3:3       | 2:2 (A)   | 1:1 (H) |
| 1993    | Intertoto-Cup                 | Gruppenphase     | Dynamo Dresden               | 0:1       | 0:1 (A)   |         |
| 1993    | Intertoto-Cup                 | Gruppenphase     | FC Aarau                     | 1:1       | 1:1 (H)   |         |
| 1993    | Intertoto-Cup                 | Gruppenphase     | Iraklis Thessaloniki         | 4:2       | 4:2 (H)   |         |
| 1993    | Intertoto-Cup                 | Gruppenphase     | Beitar Jerusalem             | 0:0       | 0:0 (A)   |         |

Gesamtbilanz: 103 Spiele, 29 Siege, 19 Unentschieden, 55 Niederlagen, 163:218 Tore (Tordifferenz −55)

### Torschützenkönige
- Franz Jelinek: 1942
- Walter Horak: 1958
- Erich Hof: 1959, 1963
- Wolfgang Gayer: 1965
- Günter Kaltenbrunner: 1970

### Bekannte Spieler
| - Zoran Barišić - Leopold Barschandt - Dietmar Berchtold - Horst Blankenburg - Franz Böck - Karl Brauneder - Heinrich Büllwatsch - Søren Busk - Hans Buzek - Dietmar Constantini - Alfred Drabits - Robert Frind - Herbert Gager | - Felix Gasselich - Wolfgang Gayer - Rudolf Geiter - Peter Guggi - Josef Hamerl - Günther Happich - Erich Hasenkopf - Erich Hof - Norbert Hof - Walter Horak - Thomas Janeschitz - Alois Jaros - Franz Jelinek | - Wilhelm Kainrath - Willi Kaipel - Günter Kaltenbrunner - Edi Kanhäuser - Hans Kanhäuser - Karl Kanhäuser - Goran Kartalija - Christian Keglevits - Wolfgang Kienast - Adolf Knoll - Karl Kodat - Giuseppe Koschier (* 1907) - Giuseppe Koschier (* 1936) - Rene Koschier | - Horst Kraft - Hans Krankl - Peppi Larionows - Finn Laudrup - Kurt Leitner - Jürgen Macho - Roman Mählich - Mario Majstorović - Alberto Martínez - Bohdan Masztaler - Max Merkel - Hans-Dieter Mirnegg - Alois Müller | - Horst Musil - Wilhelm Kment - Walter Müllner - Rudolf Oslansky - Peter Pacult - Peter Paluch - Andreas Poiger - Hannes Reinmayr - Andreas Reisinger - Claus Reitmaier - Alfred Riedl - Karl Skerlan - August Starek | - Gerhard Steinkogler - Rudolf Szanwald - Herwig Tercek - Lothar Ulsaß - Kurt Welzl - Karl Zankl |

### Frauenfußball
Die Frauenabteilung wurde 2011 beim Wiener Sportklub gegründet und wurde vom Wiener Sport-Club 2017 übernommen und spielt heute in der 2. Frauenliga.